# David Heron (statisticien)
David Heron (28 avril 1881 - 4 novembre 1969) est un statisticien écossais  qui est président de la Royal Statistical Society de 1947 à 1949.

## Biographie
Il est né à Perth et étudie les mathématiques et la philosophie naturelle à l'Université de St Andrews .
Il est l'assistant de recherche de Karl Pearson . Plus tard, il devient membre du Laboratoire d'eugénisme de l'University College de Londres .
En 1906, il publie "Sur la relation de la fécondité chez l'homme au statut social".
En 1915, il devient statisticien en chef de la London Guarantee & Accident Company, une compagnie d'assurances. Pendant la Seconde Guerre mondiale, il est directeur des statistiques au ministère de l'Alimentation .
Il est marié à Ethel Medwin de 1916 jusqu'à sa mort en 1959 .